# Hideto Kishida
Hideto Kishida (岸田日出刀, Kishida Hideto) est un architecte japonais né le 6 février 1899 et mort le 3 mai 1966. 

## Biographie
Sa  recherche des codes traditionnels dans l'architecture japonaise l'amène privilégier la simplicité des formes. Enseignant à l'université de Tokyo, et y exerçant une influence importante sur les futurs architectes qui sont formés dans les années 1930, il voit dans le villa impériale de Katsura et son pavillon de thé un exemple à suivre. On lui doit l'Auditorium Yasuda.